# Main Event der World Series of Poker 2009
Das Main Event der World Series of Poker 2009 war das Hauptturnier der 40. Austragung der Poker-Weltmeisterschaft in Paradise am Las Vegas Strip.

## Turnierstruktur

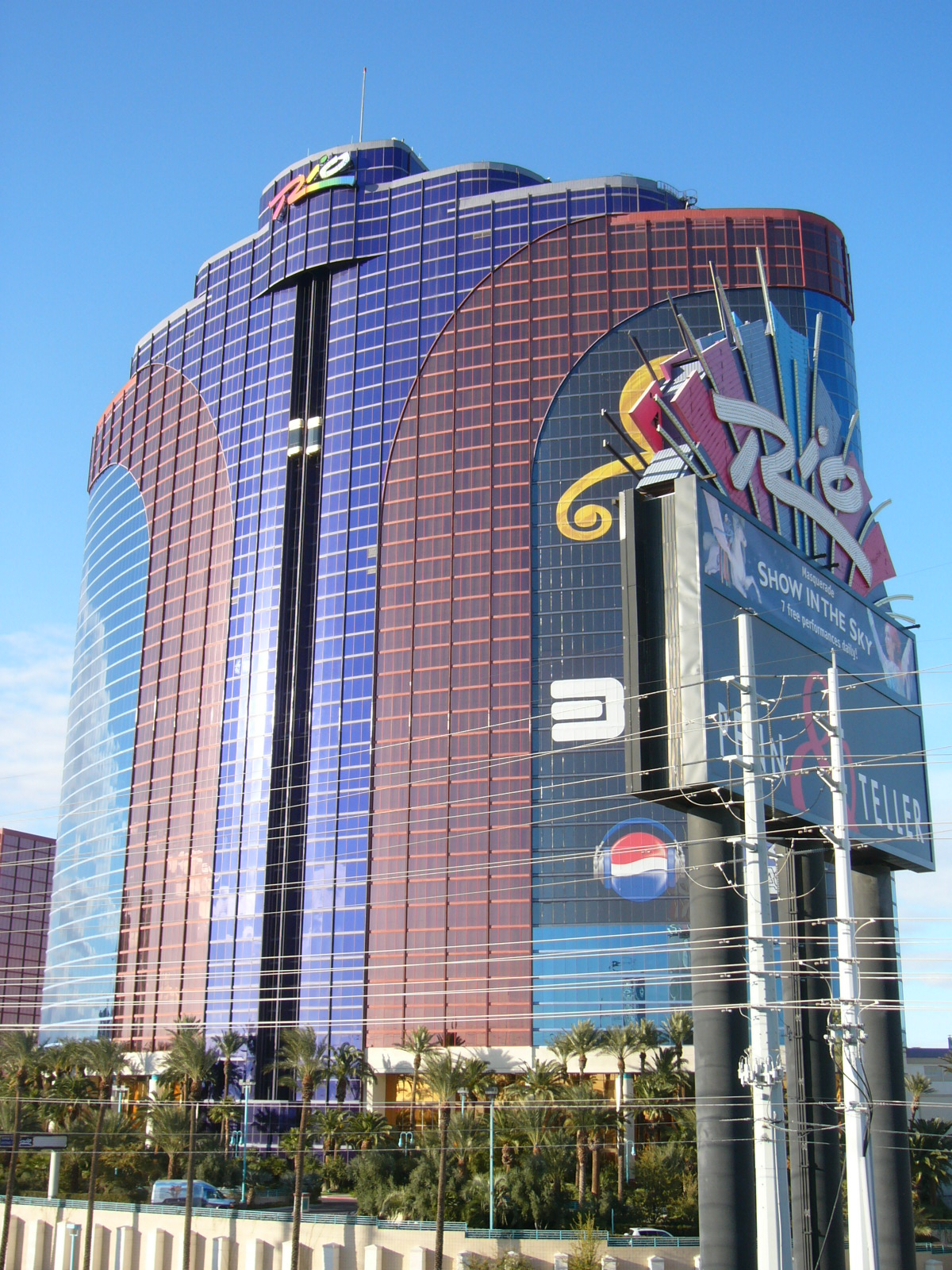
Das Rio All-Suite Hotel and Casino am Las Vegas Strip

Das Hauptturnier der World Series of Poker in No Limit Hold’em startete am 3. Juli und wurde am 15. Juli, nachdem nur noch neun Spieler verblieben waren, unterbrochen. Der Final Table wurde ab dem 7. November 2009 gespielt. Ausgetragen wurde das Turnier im Rio All-Suite Hotel and Casino in Paradise. Die insgesamt 6494 Teilnehmer mussten ein Buy-in von je 10.000 US-Dollar zahlen, für sie gab es 648 bezahlte Plätze. Beste Frau war Leo Margets, die den 27. Platz für mehr als 350.000 US-Dollar belegte.

## Deutschsprachige Teilnehmer
Folgende deutschsprachige Teilnehmer konnten sich im Geld platzieren:
| Platz | Herkunft    | Spieler           | Preisgeld (in $) |
| ----- | ----------- | ----------------- | ---------------- |
| 023   | Deutschland | Marco Mattes      | 352.832          |
| 074   | Deutschland | Tim Kahlmeyer     | 068.979          |
| 081   | Deutschland | Ali Jalali        | 068.979          |
| 100   | Osterreich  | Bernhard Perner   | 040.288          |
| 166   | Deutschland | Christian Heich   | 036.626          |
| 202   | Deutschland | Hans Joachim Hein | 036.626          |
| 217   | Deutschland | Oliver Klatt      | 036.626          |
| 246   | Deutschland | Benjamin Kang     | 032.963          |
| 264   | Deutschland | Rainer Meyer      | 032.963          |
| 321   | Deutschland | Felix Osterland   | 029.911          |
| 348   | Schweiz     | Dieter Albrecht   | 029.911          |
| 438   | Deutschland | Rene Freymann     | 025.027          |
| 459   | Deutschland | Julius Malzanini  | 025.027          |
| 488   | Schweiz     | Fabrizio La Spada | 025.027          |
| 491   | Deutschland | Mathias Kürschner | 025.027          |
| 521   | Schweiz     | Philippe Castella | 023.196          |
| 524   | Schweiz     | Daniel Makowsky   | 023.196          |
| 527   | Deutschland | Andre Schneiner   | 023.196          |
| 546   | Deutschland | Björn Wiesler     | 023.196          |
| 646   | Deutschland | Robert Hauke      | 021.365          |

## Finaltisch

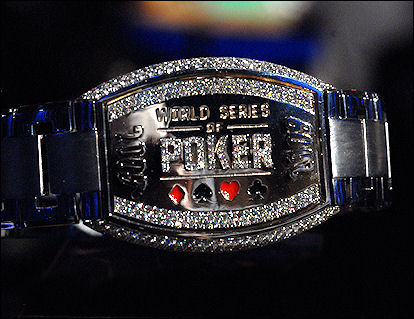
Bracelet, das Cada neben dem Preisgeld für den Sieg erhielt

Der Finaltisch begann am 7. November 2009. In der finalen Hand gewann Cada mit 9♦ 9♣ gegen Moon mit Q♦ J♦.
| Platz | Herkunft               | Spieler          | Alter * | Preisgeld (in $) |
| ----- | ---------------------- | ---------------- | ------- | ---------------- |
| 1     | Vereinigte Staaten     | Joe Cada         | 21      | 8.546.435        |
| 2     | Vereinigte Staaten     | Darvin Moon      | 46      | 5.182.601        |
| 3     | Frankreich             | Antoine Saout    | 25      | 3.479.670        |
| 4     | Vereinigte Staaten     | Eric Buchman     | 29      | 2.502.890        |
| 5     | Vereinigte Staaten     | Jeff Shulman     | 34      | 1.953.452        |
| 6     | Vereinigte Staaten     | Steven Begleiter | 47      | 1.587.160        |
| 7     | Vereinigte Staaten     | Phil Ivey        | 33      | 1.404.014        |
| 8     | Vereinigte Staaten     | Kevin Schaffel   | 51      | 1.300.231        |
| 9     | Vereinigtes Konigreich | James Akenhead   | 26      | 1.263.602        |

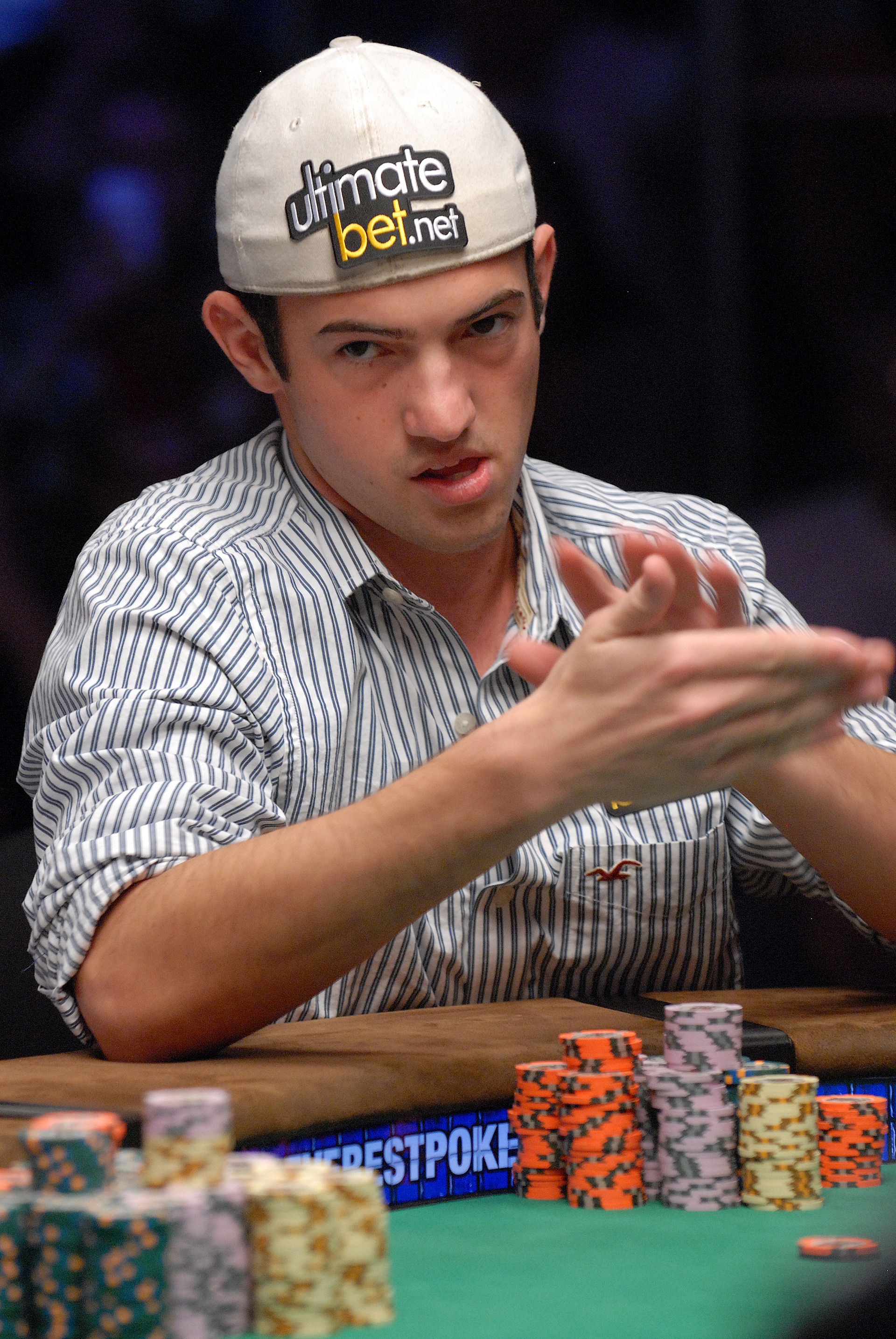
Joe Cada
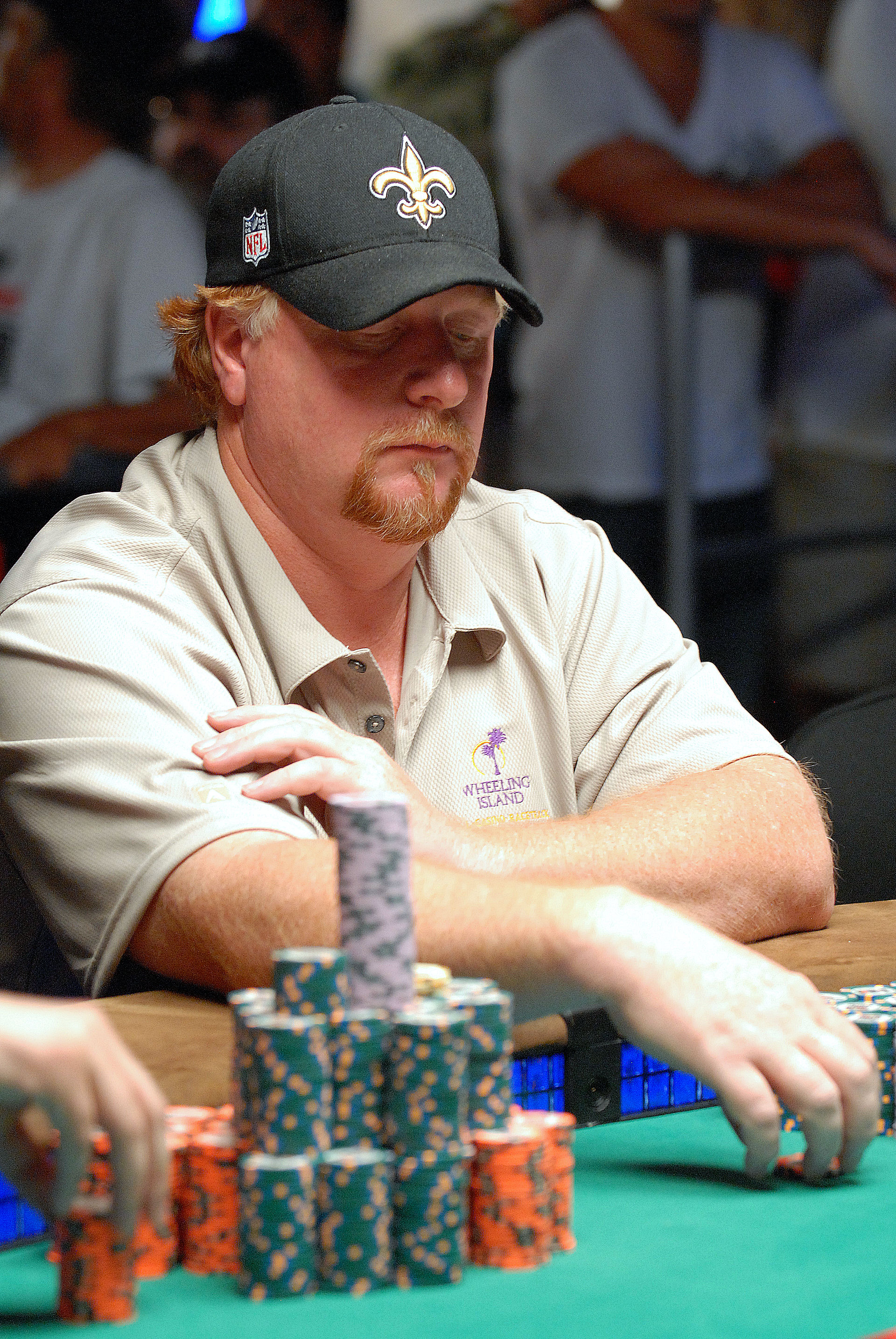
Darvin Moon
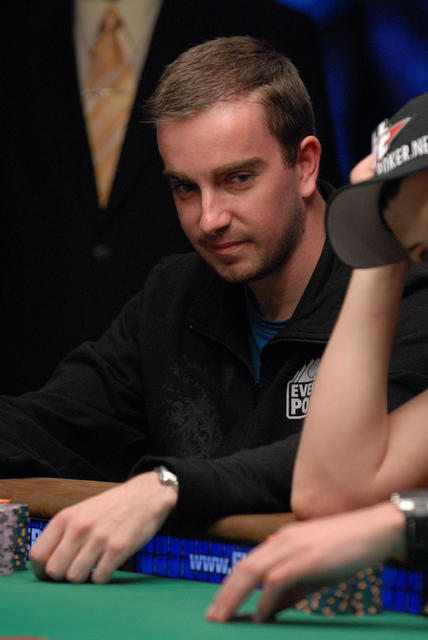
Antoine Saout
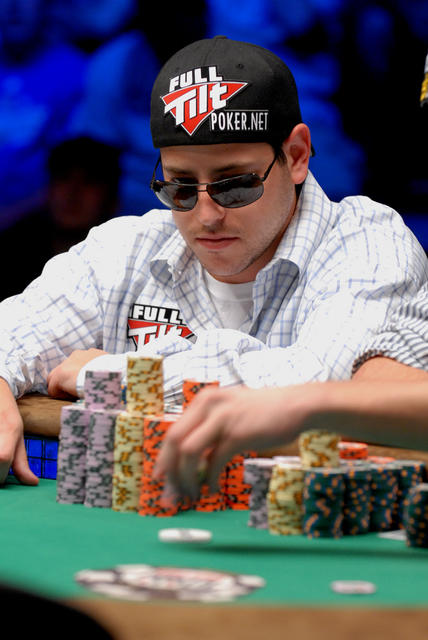
Eric Buchman
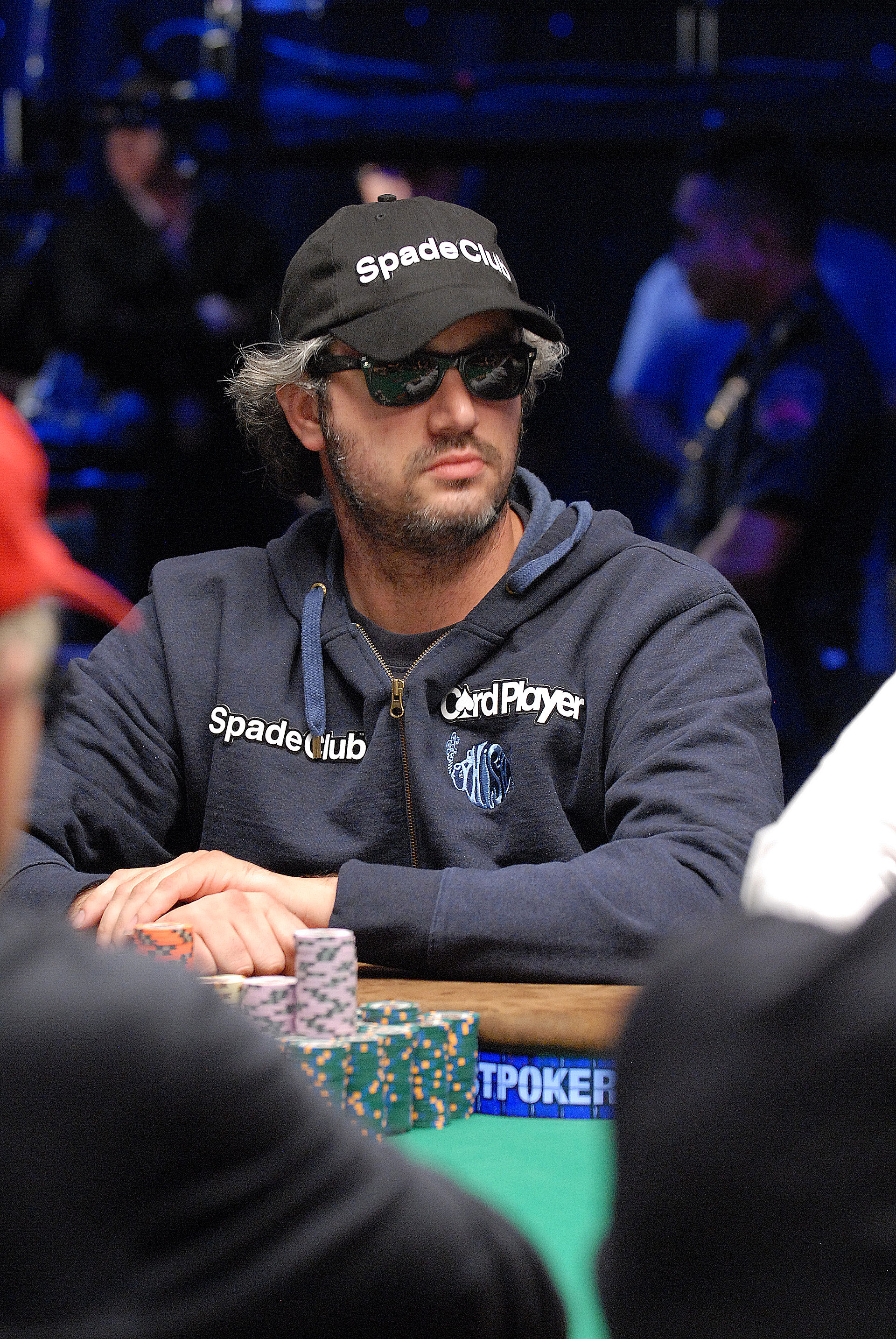
Jeff Shulman
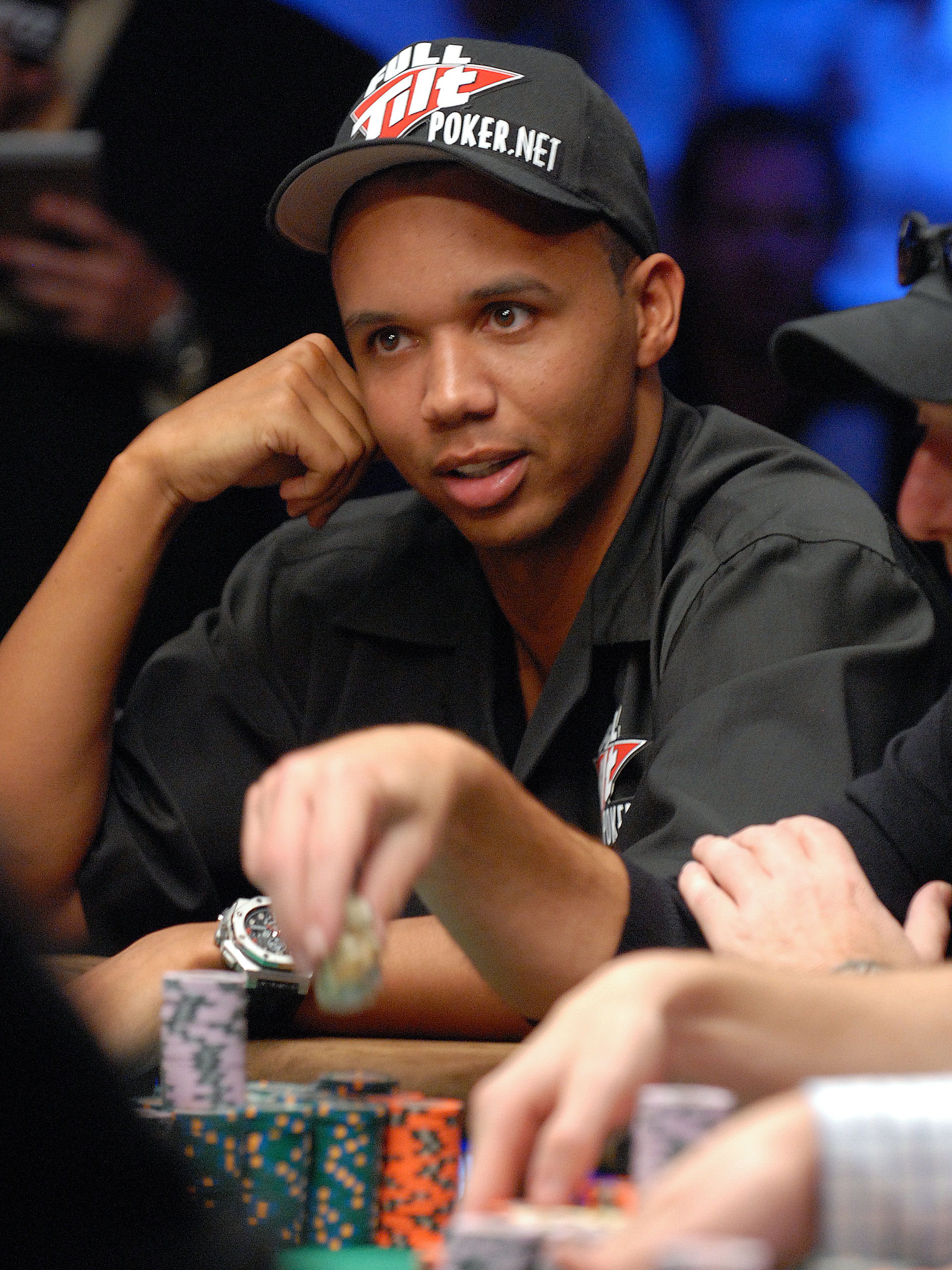
Phil Ivey
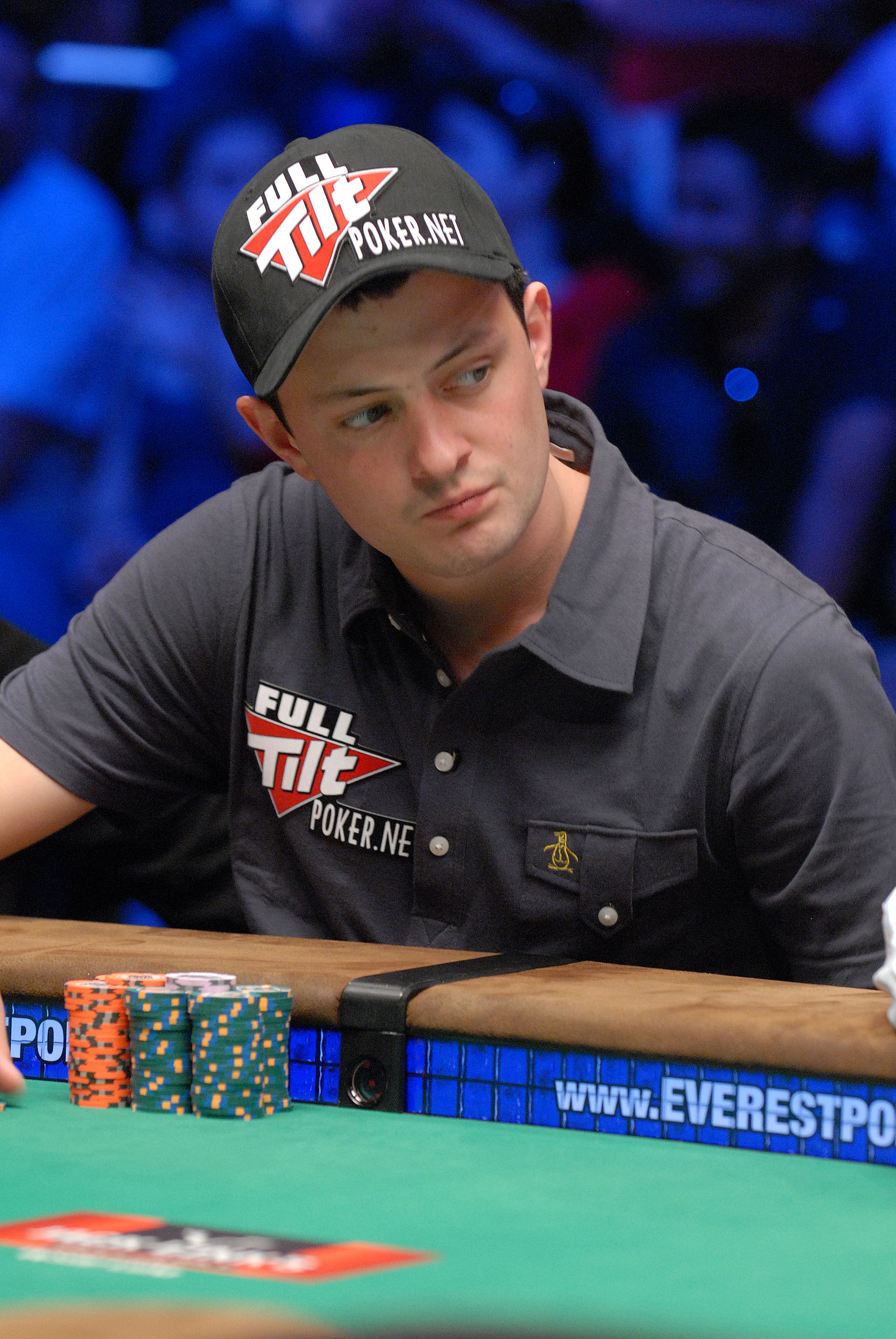
James Akenhead